# Vera Kobalia
Vera Kobalia (en géorgien : ვერა ქობალია), née le 24 août 1981 à Soukhoumi, est une femme politique géorgienne. Elle est ministre de l'économie et du développement du 2 juillet 2010 au 25 octobre 2012.

## Biographie
Elle naît en 1981 à Soukhoumi en Abkhazie, alors en Union soviétique, où elle passe son enfance. Après le déclenchement de la guerre d'Abkhazie et l’instabilité politique qui en découle, sa famille émigre au Canada en 1996. Kobalia obtient en 2004 un diplôme en administration des affaires et des technologies d'information à l'Institut de technologie de la Colombie-Britannique situé à Burnaby.
En 2009, elle retourne en Géorgie et fonde la Coalition pour la justice, une organisation consacrée à la défense des droits des déplacés internes.
En juin 2010, elle est désignée ministre de l'économie et du développement par le président Mikheil Saakachvili. Elle effectue une visite de 3 jours en Israël afin de promouvoir les relations touristiques et économiques entre les deux États.
Après les élections législatives d'octobre 2012 remportées par le Rêve géorgien, principal mouvement d'opposition à Saakachvili, elle perd son poste et est remplacée par Guiorgui Kvirikachvili.